# جزیره لسکوف
جزیره لسکوف (به انگلیسی: Leskov Island) یک جزیره و منطقه حفاظت‌شده در بریتانیا است که در جزایر جورجیای جنوبی و ساندویچ جنوبی واقع شده‌است.

## خصوصیات
جزیره لسکوف ۰ نفر جمعیت دارد.